# Сержант, Александр
Александр Григорьевич Сержант (Род. 2 августа 1953 года, Рига) — советский и латвийский художник, режиссёр, главный редактор самиздатского журнала «Третья модернизация».

## Биография
Родился 2 августа 1953 года в Риге.
В 1979 году окончил Политехнический институт в Риге, получил специальность компьютерного инженера.
Первые выставки прошли в начале 1980-х годов на московских квартирах. С 1986 по 1989 год занимался в Академии всяческих искусств Тимура Новикова в Ленинграде. В настоящее время живёт в Риге.
Живописные работы Сержанта выполнены в древнейшей технике энкаустики, с которой его познакомил рижский художник Олег Баусов. В основе картин — натуральный воск, смола, пигменты, которые подвергаются воздействию открытого огня, после чего принимают причудливые цвета и формы. Отдельные работы А. Сержанта базируются на повторении элементов, в том числе других произведений искусства. Нередко встречаются религиозные мотивы, где, по словам автора, вечные вопросы комбинируются с временными ответами.
Инсталляции — ещё один жанр, в котором зарекомендовал себя художник. Чучела животных здесь выполняют роль ритуальных объектов, балансирующих между язычеством и христианством. Произведения Александра Сержанта выставлялись в галереях и музеях в России, Латвии, Германии, Франции, Нидерландах, Дании, Норвегии, Югославии, среди которых Музей Людвига в Ахене, Русский музей в Санкт-Петербурге, Музей зарубежного искусства в Риге.
В 1987 году вместе с О. Баусовым, В. Клесовым, Г. Кузнецовым и В. Мейкшаном (по прозвищу Крыс) основал в Риге «Sergeant Art Gallery», которая просуществовала до 1991 года. В коллекцию галереи вошли картины московских и ленинградских художников: Д. А. Пригова, Б. Кошелохова, Д. Врубеля и др.). Вместе с группой живописцев выставлял копии картин зарубежных мастеров (Босха, Брейгеля, Кранаха, Грюневальда).
Достижения в области кинематографа

Александр Сержант также занимался кино и получил за свои фильмы несколько наград. В 1981 году его работа «Восток, любовь моя» выиграла бронзовую медаль на документальном кинофестивале в Риге. На этом же фестивале в 1984 году его фильм «Как птицы, потерявшие полет» был награждён золотой медалью (в жюри входили Ансис Эпнерс, Андрис Селецкис, Владис Голдбергс, Герц Франк). В 1986 году лента Сержанта «Марки» была показана на фестивале Параллельного кино в Москве.
В 1986 году Сержант начал обучение на факультете режиссуры во ВГИКе (мастерская Марлена Хуциева), но в скором времени ушел с курса.
Редакторская деятельность

С 1986 по 1990 год издает вместе с Владимиром Линдерманом самиздатский журнал «Третья модернизация», где публиковались такие известные литераторы как Дмитрий Александрович Пригов, Тимур Кибиров, Лев Рубинштейн. Всего вышло 12 печатных номеров. Ещё два номера журнала были выпущены в виде акций. В одном случае на грузовик поставили 9 больших камней с высеченными на них незаконченными фразами, возили по городу, а затем вкопали в городских парках. В другой раз большую картонную коробку (90 х 100 х 150 см) до половины наполнили рукописями стихов и прозы. В коробку залезали 2-3 человека, читали литературу, писали что-то своё, какие-то тексты брали с собой, какие-то, наоборот, приносили.
В 1994 году А. Сержант выпустил детский журнал «Ябеда».

## Выставки

### Избранные выставки
07.1986 Дом культуры «Авангард», Москва, СССР

09.1986 Дворец молодежи, Ленинград, СССР

05.1989 Дом моды, Рига, Латвия, СССР

09.1989 «Europe Against the Current», Beurs van Berlage, Амстердам, Нидерланды

06.1990 Галерея «ZKKZ», Ойскирхен, Германия

08.1990 Галерея «Kunstkontakt», Ахен, Германия

12.1990 «Konrad Adenauer Stiftung», Санкт-Августин, Германия

09.1991 Русский музей, Ленинград, СССР

07.1993 «Арт-миф», Сотбис, Москва, Россия

06.1998 «АванПорт», Болдерай, Рига, Латвия

02.2004 «Терминал», Рижская Дума, Рига, Латвия

10.2007 выставочный зал «Arsenals», Рига, Латвия

### Выставки копий
07.1994 «Босх, Брейгель, Кранах, Грюневальд», Музей зарубежного искусства, Рига, Латвия

05.1996 «Open workshop», Дом Павлова, Рига, Латвия

11.2001 Галерея «Ella», Рига, Латвия

09.2004 Галерея «Kubezniak», Прага, Чехия

### Персональные выставки
11.1989 «Jaski Art Gallerie», Amsterdam, Нидерланды

04.1990 «Art Fabrique», Париж, Франция

07.1991 «Art Salon», Кёльн, Германия

09.1991 «Stadtgallerie», Леверкузен, Германия

11.1991 «New Art Gallary», Белград, Югославия

04.1992 «Holiday Inn Center», Пассау, Германия

10.1992 Музей Людвига, Ахен, Германия

04.1997 «Ренессанс язычества», Музей восковых фигур, Рига, Латвия

08.2000 «От язычества до распятия», галерея современного искусства «Noass» при поддержке «KKF»

03.2007 Галерея «Anna», Бонн, Германия